# Pelicar
Pelicar (Tenerife, siglo XV-¿Sevilla?) fue un mencey aborigen guanche de la isla de Tenerife −Canarias, mencey de Icod a la llegada de los conquistadores castellanos en el siglo xv.

## Antroponimia
También aparece escrito como Pellicar, Belicar y Bellicar.
Su nombre puede significar según el filólogo Ignacio Reyes 'morueco fuerte' desde una forma primaria bəl-kar. Juan Álvarez Delgado propone como traducción 'hombre vago, desidioso'.
Sin embargo, hay que destacar que muchos historiadores modernos consideran que el nombre de este mencey fue inventado por Antonio de Viana para su poema La Conquista de Tenerife.

### Nombre cristiano
Por documentos contemporáneos se sabe que el mencey Pelicar fue bautizado con el nombre de don Enrique de Icod, aunque otros autores lo identifican con Blas Martín, que en realidad fue un portugués poblador de Icod tras la conquista, o dicen que se llamó Baltasar.

## Biografía

### Familia y descendencia
Pelicar era descendiente −hijo según José de Viera y Clavijo− del primer mencey de Icod, Chincanairo. Este se había hecho con la región de Icod durante el reparto de la isla entre sus hermanos a la muerte de Tinerfe el Grande a finales del siglo xiv.
Algunos autores, tomando a Blas Martín por el mencey, nombran a un hijo o hermano suyo llamado Pablo Martín. Sin embargo, al quedar demostrado que Pelicar se llamó Enrique y no Blas, no se conserva ninguna noticia sobre su familia o descendencia salvo la mencionada por los genealogistas. Estos indican que Pelicar se casó con Ana González, y que con ella fue padre de Catalina González, quien fuera mujer del conquistador Fernando García del Castillo.

### Conquista castellana
Pelicar se unió al mencey Bencomo de Taoro para repeler la invasión castellana en 1494, incluyéndose su menceyato en los bandos de guerra. Sin embargo, algunos historiadores como Viera y Clavijo indican que Pelicar no se alió con Bencomo, pues desconfiaba de las ambiciones de este.
Finalmente, tras las sucesivas derrotas y la pérdida de los principales menceyes guanches Bencomo, Tinguaro y Bentor, el mencey de Icod se rindió en 1496 sometiéndose a los conquistadores en el acto conocido como Paz de Los Realejos.
Pelicar fue llevado a la corte de los Reyes Católicos por el capitán de la conquista Alonso Fernández de Lugo junto a otros seis menceyes para ser presentados ante los monarcas. Ya en la corte, fue vendido como esclavo de manera injusta por el mayordomo real Pedro Patiño, al que había sido entregado para que fuera su tutor, siendo liberado por mandato regio poco después. No se conoce el destino último del mencey, salvo que terminó sus días posiblemente en Sevilla como hombre libre.